# Medesicaste penetrans
Medesicaste penetrans is een eenoogkreeftjessoort uit de familie van de Chondracanthidae. De wetenschappelijke naam van de soort is voor het eerst geldig gepubliceerd in 1865 door Heller.